# Alina Beck
Alina Beck (* 4. Mai 2006 in Garmisch-Partenkirchen) ist eine deutsche BMX-Rennfahrerin.

## Sportlicher Werdegang
Beck gewann in ihrer Jugend wiederholt die deutschen BMX-Meisterschaften ihrer Altersklasse, wobei sie zunächst für einen Verein aus Peißenberg und später für Kornwestheim startete. Dabei wurde sie von der Sportregion Stuttgart gefördert und besuchte die Stuttgarter Linden-Realschule, eine Eliteschule des Sports. 2022 wurde sie auch Europameisterin in der Altersklasse der 16-Jährigen.
Bei den Junioren gelang Beck 2023 ein Sieg bei der Europacup-Runde von Zolder und erneut 2024 in Benátky nad Jizerou. Bei den Pumptrack-Weltmeisterschaften 2023 in Ötztal, die in der offenen Altersklasse ausgetragen wurden, gewann sie die Bronzemedaille.
2024 trat Beck beim BMX-Weltcup in der U23-Klasse an und erreichte in Brisbane erstmals das Finale, wo sie Sechste wurde. Bei den BMX-Weltmeisterschaften war sie in der Junioren-Kategorie Fünfte, bei den Europameisterschaften Achte. Im Juni wurde sie deutsche Junioren-Meisterin, wobei ihre Zeit schneller als die der Elite war. Der Bund Deutscher Radfahrer nominierte sie daraufhin für das olympische BMX-Rennen 2024, wo sie im Viertelfinale ausschied.

## Erfolge
2023
 Pumptrack-Weltmeisterschaften
ein Europacup-Sieg (Junioren)
2024
 Deutsche Meisterin (Junioren)
ein Europacup-Sieg (Junioren)
2025
 Deutsche Meisterin (U23)